# Відмова від реанімації (Доктор Хаус)
«Відмова від реанімації» (англ. DNR)  — дев'ята серія першого сезону американського телесеріалу «Доктор Хаус». Прем'єра епізоду проходила на каналі FOX 1 лютого 2005.
Знаменитий паралізований джазмен починає задихатися під час музичного запису. Роботу команди дуже ускладнює те, що пацієнт підписав відмову від реанімації. А тим часов у клініці з'являється чоловік, який заперечує, що страждає на діабет.

## Сюжет
Студія звукозапису, музичний гурт чекає відомого джазмена — Джона Генрі Джайлза, хвилюється що він не прийде на їх запрошення. Джон Генрі разом зі своїм менеджером розмовляють у авто, Джон в останню мить приймає рішення завітати до студії звукозапису, стає зрозуміло, що Джон людина з інвалідністю і пересувається на кріслі колісному. Разом з гуртом він розпочинає запис пісні, виконуючи партію на трубі, однак гра дається йому з важкістю та раптово він починає задихатися та втрачає свідомість.
Хаус заходить до Кадді у кабінеті та вимагає, щоб він лікував джазмена, не через те, що він відомий музикант, а через те, що він пацієнт у якого 2 роки параліч через невідому причину. Однак, Кадді вказує, що це рядовий пацієнт — хворий з пневмонією і тому не потребує уваги Хауса, а його паралічем займається особистий лікар з Каліфорнії — Марті Гамільтон. З'ясовується, що доктор Форман був ординатором у Гамільтона і той хоче, щоб лікуванням Джона займався саме Форман. Кадді приймає рішення, що лікувати пацієнта від пневмонії буде саме Форман, який не буде втручатися в експериментальне лікування від паралічу яке проводить доктор Гамільтон.
Команда під керівництвом Формана проводить диференціальний діагноз. Обговорив стан пацієнта та результати аналізів Форман призначає членам команди провести додаткові аналізи, але Хаус зупиняє команду — та вказує на необхідність вияснити причину паралічу, не дивлячись на те, що Доктор Гамілтон начебто встановив діагноз БАС (хвороба Лу Геріга). Хаус починає проводити новий диференціальний діагноз разом з доктором Чейзом та доктором Кемерон, доктор Форман намагається відкинути всі ідеї. Чейз пропонує діагноз — мультифокальна моторна нейропатія. Хаус погоджується і призначає провести нову процедуру МРТ. Але Форман відміняє призначення — наголошуючи, що це його пацієнт і він головний в команді.
Форман розмовляє з Джоном, про те, що його нові проблеми зі здоров'ям викликані БАС — смертельною невиліковною хворобою. Пацієнт наголошує, що лікування доктора Гамільтона не допомагає, Форман обережно виказує думку, що доктор Хаус вважає, що це не БАС та потрібно зробити МРТ. Джон питає думку Формана хто правий — Гамільтон чи Хаус. Форман все ж стає на сторону Гамільтона — і каже, що йому також здається що це БАС. Джон не бажає боротися з хворобою далі — та просить Формана принести спеціальний документ — «відмову від реанімації», щоб засвідчити своє небажання бути реанімованим у випадку погіршення стану. Форман намагається відмовити пацієнта, але Джон непохитний та хоче підписати такий документ поки в нього «ще рухається рука».
Форман заходить до кабінету Хауса, який лежить на підлозі та слухає музику пацієнта Джона та каже, що Джон підписав відмову від реанімації. Обидва доктора обговорюють вчинок пацієнта та його лікування, Хаус каже що розуміє пацієнта та зазначає, що він би таємно підмішав би до лікування імуноглобулін (ліки не від БАС, а від можливої мультифокальної нейропатії). Форман у роздумах як зробити правильно. Але все ж приймає рішення додати до стероїдів ще і імуноглобулін.
Хаус приймає пацієнта у клініці. Той скаржиться на знижене лібідо, та просить виписати йому «синю таблетку». Хаус підозрює, що пацієнт хворий на цукровий діабет та все одно виписує йому ліки для потенції, але застерігає, що якщо чоловік дійсно хворий на діабет — ці таблетки «його вб'ють». Під час розмови Хаус на пейджер отримує повідомлення про виклик до палати Джона.
Джон задихається, знижується сатурація. Форман визнає, що це ускладнення лікування імуноглобуліном — сладж-феномен. Кемерон пропонує вводити гепарин, Чейз хоче провести інтубацію трахеї, щоб дати час подіяти гепарину, але Формана зупиняє Чейза — вказуючи, що Джон підписав відмову від реанімації. До палати входить Хаус, ознайомлюється з ситуацією, наказує Чейзу інтубувати той відмовляється, Форман панікує через невірно призначене лікування. Хаус проводить інтубацію трахеї самостійно. Сатурація відновлюється.
Команда обговорює неефективне лікування імуноглобуліном та що діагноз мультифокальної нейропатії невірний. Натомість Форман намагається звинувати Хауса у порушені волі пацієнта на відмову від реанімації. Хаус апелює до того, що пацієнт підписав такий документ, бо не хотів довготривало в муках помирати від БАС, а натомість погіршення дихання зараз це їх вина і потрібно було це виправляти. Форман звинувачує Хауса у невірному лікування, Хаус натомість відзначає, що технічно це пацієнт Формана і він нервує через те, що може «впасти лицем у багнюку» перед колишнім шефом — доктором Гамільтоном. Форман незадоволений залишає кабінет, Хаус, Чейз та Кемерон продовжують обговорення нового діагнозу, Кемерон пропонує як варіант хворобу Вегенера. В цей час до кабінету заходить молода дівчина, яка не дивлячись на гумор Хауса, вручає йому конверт з судовим рішенням про те, що доктору Хаусу заборонено наближатися до Джона ближче ніж на 15 метрів та те, що прокурор збуджує кримінальну справу «за образу дією». Хаус дає розпорядження Кемерон провести додаткові аналізи крові яку вже взяли для аналізів раніше, Чейзу біопсію легені під час планової санаційної бронхоскопії, а також перевести пацієнта в реанімацію на 2 поверсі — яка точно в 15 метрів над клінікою, що використовуючи судове розпорядження, в ній не працювати.
Хаус з Кадді обговорюють ситуацію з пацієнтом та необхідність адвоката для Хауса. Хаус, намагається підговорити Кадді, щоб вона зробила деякі аналізи пацієнту, але вона відмовляється та каже Хаусу, що Форман зателефонував доктору Гамільтону і той вже летить сюди, щоб як друг проститися з Джоном та вимкнути апарат ШВЛ. Хаус обдумуючи почути — вирішує, що йому потрібен адвокат.
Засідання суду, щодо клопотання доктора Хауса про залишення Джона на апараті ШВЛ. Суддя налаштований скептично враховуючи те, що Хаус звинувачується в «образі дією» щодо Джона. Вільсон пошепки намагається вияснити у Хауса навіщо це йому потрібно, той відповідає, що він намагається виграти час та поставити вірний діагноз. Адвокати та суддя продовжують суперечку, Хаус їх перериває та вказує, що у судді пальці схожі на барабанні палички, а якщо у його родині є хворі з серцевими проблемами, то і у судді великий ризик серцевих проблем та просить суддю завітати до лікаря. Це бентежить суддю і він приймає рішення на користь Хауса.
Хаус заходить до лабораторії, де працюють над аналізами Чейз та Кемерон. Чейз каже, що біопсія лише виявила ознаки запалення. Хаус призначає вводити цитоксан, Кемерон уточнює, що немає достовірних результатів аналізів які б підтвердили хворобу Вегенера. Але Хаус зазначає, що всі доступні для них тести вичерпалися, а лікувати пацієнта можна. Кемерон та Чейз сумніваються, та не хочуть ризикувати своїми ліцензіями проводячи таке лікування.
Хаус самостійно приходить до палати Джона та вводить йому ліки, при виході з палати він зіштовхується та знайомиться з Мартіном Гамільтоном. Гамільтон намагається дізнатися у Хауса перелік ліків якими лікують Джона, Хаус невдоволено але каже, що розпочали лікування цитоксаном. Гамільтон розуміє, що це ліки від хвороби Вегенра та вказує Хаусу, що він вже намагався лікувати Джона від цієї хвороби і все безрезультатно, тому потрібно прийняти волю Джона та вимкнути апарат ШВЛ. В кабінет заходить Форман, тепло вітається з Гамільтоном, та вибачається за призначення імуноглобуліна. Хаусу не подобається їх розмова — тому він нагадує Гамільтону, що має судове рішення про заборону відключення пацієнта від апарату ШВЛ. Однак Гамільтон апелює до того, що всі обвинувачення з Хауса вже зняті і його судове рішення втрачає сенс. Хаус не погоджується з тим, що Джону потрібно помирати.
Хаус та Вільсон спостерігають через вікно палати, як проходить процедура відключення Джона від апарату ШВЛ. Його менеджер та Гамільтон прощаються з Джоном та екстубують його. Однак він продовжує дихати самостійно, а показники сатурації зберігаються в нормі. Хаус збентежений та визначає свою помилку, що це не хвороба Вегенера.
Команда Хаус та Вільсон збираються на ще один диференційний діагноз. Вільсон зазначає, що Джон живий, але у нього виник додатково параліч руки. Кемерон зазначає, що прогресування паралічу — це на користь діагнозу БАС. Хаусу не подобається цей діагноз. Кемерон припускає, що це можливо інсульт під час інтубації. Хаус зазначає, що потрібна МР-ангіографія та вирішує завітати до пацієнта бо ніщо це вже не обмежує.
Хаус вибирає момент, коли Гемільтон залишає палату Джона та навідується до пацієнта. Джон незадоволений, вони спілкуються про причину Джона підписати «відмову від реанімації». Хаус просить пацієнта дати йому час, щоб встановити діагноз, а у випадку якщо той захоче померти — Хаус йому допоможе з цим. Джон не згоден, бо втратив сенс життя через те, що більше не може грати музику та порівнює себе з Хаусом у якого також є тільки медицина, та не має родини і т. д. Хаус робить вигляд, що погодився з пацієнтом, але в останню мить міняє своє рішення, та везе ліжко з Джоном на процедуру МРТ.
Гамільтон та Форман вечеряють в ресторані та обговорюють особисті справи. Гамільтон натякає Форману, що потрібно переїжджати до нього в Лос-Анджелес.
Форман обговорює пропозицію Гамльтона про роботу з Кемерон та Чейзом. Вони сперечаються про поведінку Хауса. В цей час на МР-ангіографії Чейз помічає ознаки інсульту — теорія Кемерон підтвердилася, а Хаус правий в теорії, що параліч руки та ніг не пов'язані. Форман вважає це випадковістю. Кінець розмови чує Хаус. Чейз доповідає — що є гарний шанс видалити тромб та відновити функцію руки. Задоволений Хаус призначає операцію.
Форман розповідає Джону про лікування від інсульту гепарином та можливі побічні ефекти у вигляді легеневої кровотечі. Джон відмовляється. Форман пропонує операцію з видалення тромбу — але її ускладнення можуть бути смертельні. Джон погоджується — або гарний результат, або смерть.
Джону проводять операцію тромбоекстракції. Вона проходить вдало без ускладнень.
Форман намагається вибачитися перед Хаусом за почути ним розмову. Вони обговорюють стиль роботи Гамільтона та про помилки обох лікарів. Хаус отримує повідомлення на пейджер. Вони з Форманом заходять до палати Джона. Гамільтон вітає Хауса з вдало призначеною операцією — Джон може знову рухати рукою. При виході з палати Хаус доторкнувся ноги Джона і він відчув цей дотик.
Хаус з командою обговорюють покращення стану Джона — у нього відновилася чутливість в нозі до самої литки. Хаус, Чейз та Кемерон вважають, що один з лікарських препаратів призначених Хаусом спрацював, а Гамільтон та Форман вважають що це працюють ліки від БАС. Хаус пропонує відмінити всі препарати і повертати по одному, щоб встановити який з них працює.
Хаус обговорює цю ідею з Форманом, той намагається з'ясувати чи потрібно відміняти також ліки Гамільтона, Хаус каже що йому байдуже — бо вони не працюють.
Хаус та Вільсон дивляться телевізор в клініці та обговорюють ідею про відміну усіх ліків для Джона. Їх знаходить Гамільтон, Хаус не охоче з ним розмовляє, той намагається дізнатися які ліки призначав та відміняв Хаус для лікування Джона. Хаус розуміє, що цікавість Гамільтона пов'язана з погіршенням у Джона. Дійсно — Хаус при огляді пацієнта визначає, що чутливість в ногах знову відсутня. Хаус дає призначення команді повертати препарати в тому порядку як їх призначали спочатку, тобто розпочати стероїди та провести знову МРТ хребта.
Кемерон та Чейз проводять МРТ пацієнту, на знімках вони знаходять патологію.
Хаус та Форман розмовляють у кабінеті про Гамільтона та його пропозицію роботи. Форман незадоволений відношенням Хауса до себе і протиставляє його поведінку Гамільтону. Хаус каже Форману, що не потрібно себе корити за помилки, а потрібно робити вчинки і не жаліти про них, а Гамільтон сприймає роботу як роботу, а він робить важливі речі в цьому різниця між ними. В цей час Кемерон та Чейз заходять зі знімками МРТ — та показають Хаусу і Форману знайдену артеріовенозну аневризму яка тисне на спинний мозок і викликає параліч. Лікарі обговорюють як можна було пропустити на попередніх знімках МРТ таку патологію. В процесі роздумів вони приходять до висновку, що призначені стероїди зменшили запалення та набряк спинного мозку, що дозволило побачити аневрізму, яка там постійно була, на новому МРТ досліджені. Потрібно виконати операцію — і параліч ніг зникне.
Джону проводять операцію. Вона вдала. Джон проходить реабілітацію з фізіотерапевтом. Через деякий час Джон та Хаус випадково зустрічаються у холі лікарні, Джон йде самостійно з тростиною, та повідомляє Хаусу, що його виписують, та дякує лікарю за те що той не склав руки у його випадку. Джон дарує Хаусу власну трубу, з побажанням «можете продати її, але не грайте на ній». Джон цікавиться скільки таблеток знеболюючого приймає Хаус, той відповідає що йому боляче, Джон резюмує — «як і усім нам». Виходячи з лікарня Джон цікавиться де купити таку тростину як у Хауса, лікар його запевнює, що він і першу не зносить. Хаус на останок при виході з лікарні каже «До завтра, Ерік» заклопотаному Форману який проходить повз.

## Остаточний діагноз в серії
Остаточний діагноз: Артеріовенозна аневризма (мальформація) в ділянці поперекового відділу хребта з компресією спинного мозку та нижнею параплегією.